# یواس‌اس کراکاس (۱۸۶۲)
یواس‌اس کراکاس (۱۸۶۲) (به انگلیسی: USS Crocus (1862)) یک کشتی بود که طول آن ۷۹ فوت (۲۴ متر) بود. این کشتی در سال ۱۸۶۲ ساخته شد.